# 生駒線
生駒線（日语：／ Ikoma sen */?）是一條自日本奈良縣北葛城郡王寺町的王寺站連結至奈良縣生駒市的生駒車站，由近畿日本鐵道（近鐵）所經營的鐵路線。

## 概要
近鐵生駒線主要穿行于奈良縣西部的生駒山地東側，其沿線大多是住宅區，是前往大阪及奈良的通勤路線。生駒線除了部份車站之外，幾乎全線都留有複線化所需用地，但只有自生駒開始的部份區間是複線化區間。另外，雖然生駒線正式的起點是王寺站，但其列車運行方向的定義卻是相反的，自生駒車站前往王寺車站是定義為下行方向，反方向才是上行。
在生駒線沿線乘車的旅客可使用有對應關西周遊卡（スルッとKANSAI）的各種交通卡與JR西日本發行的J Thru卡（Jスルーカード，但只限在自動售票機兌換車票後使用），除此之外，旅客也能使用PiTaPa、ICOCA等晶片儲值卡搭乘列車。

### 路線資料
- 路線距離（營業距離）：12.4公里
- 軌距：1435毫米
- 站數：12個（包括起終點站）
- 複線路段：東山站－萩之台站間，南生駒站－生駒站間
- 電氣化路段：全線電氣化（直流1500V）
- 最高速度：65公里/小時
- 閉塞方式：自動閉塞式

全線由大阪統括部（舊上本町營業局）管轄。

## 沿線概況
生駒線沿著國道168號及龍田川，貫穿過生駒山地和矢田丘陵之間的谷地。在沿線的各車站中，最重要者當屬終點站生駒車站，在此處生駒線除了與奈良線、京阪奈線相連並且提供直通運行服務外，也距離生駒鋼索線（生駒纜車）的鳥居前車站非常近，而能提供轉車的功能。多條路線串成的服務網，使得生駒車站儼然成為奈良縣北部最重要的交通樞紐。
生駒車站的第5、6號月台是生駒線的專用月台，路線自此二月台出發、出站后立即右彎朝南下直進，並旋即開始進入高架路段。生駒線自位在國道168號外環道與龍田川交會處的菜畑車站起，開始沿龍田川的左岸鋪設，並在下了高架路段后開始在住宅區中穿行。通過一分車站之後路線穿過第二阪奈收費道路，抵達南生駒車站。
在南生駒與萩之台車站之間，生駒線為單線配置，之後再次變為複線，直至東山車站為止。在採跨站式站體設計的東山車站，生駒線的月台與路軌是鋪設在塹式路基內，出了車站後會遇到連續急下坡，並在經過3個隧道后開始連續的急轉彎。之後生駒線穿過龍田川的溪谷，到達元山上口車站。萩之台車站與元山上口車站之間的路段因實施過路線改善工程，目前已改行駛新線，東山車站也配合這工程搬遷了位址。路線的更動，使得生駒線路線的總長由原本的12.6km縮短為12.4km。
生駒線在通過平群車站、龍田川車站后，右轉彎后進入位於新興住宅區中的勢野北口車站和信貴山下車站。信貴山下車站是三鄉町的主車站，也是自奈良側要進入信貴山的入山口。在過去此地曾是鐵路線與東信貴鋼索線（東信貴纜車）的轉乘點，但該纜車路線已在1983年時廢線，遺留的路基部份被轉作道路用地。
自信貴山下車站出發之後，生駒線先是通過一個大左轉，並在渡過大和川后行抵終點（實際上是起點車站）的王寺車站。

## 運行形態
行駛於生駒線上的全部列車均採每站皆停的方式運行，王寺車站至生駒車站區間每小時發車4個班次，但在上班日的早晨也有發出東山車站至生駒車站之間的區間車班。2004年3月18日開始，所有列車改為一人控制（ワンマン運転）的方式運作，以四輛20公尺長的車輛編成一組，並由駕駛員一個人負責操作，這對於近鐵來說是首見的嘗試。在過去，曾存在過自車庫所在的南生駒車站發車的車班，之後一度改為自萩之台車站發車，但自從路線改善工程完成、東山車站搬遷到新址並修正了時刻表之後，就全都改為自東山車站發車。
近年來生駒線上的運行車班數量並沒有變動過，在2012年3月20日修改的時刻表中，包含平日、週末及假日，王寺車站 - 生駒車站之間的全線運行列車一直都是1日74班往返。至於區間車方面，在東山車站 - 生駒車站之間則是在平常日有7班列車往返。在東山車站以南的單線區間，則是以平群車站為中心點進行往返班次的交會，由於平群車站幾乎全天均有列車停在站內進行等待會車的動作，實務上已經到達最大班次量的飽和點，因此除非延長複線路段的鋪設，否則是不可能再增加發車班次的。
正如同生駒車站附近的複線化路段分佈一般，生駒線上的旅次分佈，基本上也是距離生駒越近乘客越多，反之距離越遠乘客數就越少。然而在平群以南的區間，也有不少利用生駒線在王寺車站轉搭關西本線（大和路線）的乘客，旅運人次的分佈並非完全偏重生駒車站這一頭。
雖然實施一人控制，但在平常日早上的尖峰時段為了確保安全，在生駒車站與南生駒、萩之台、東山車站之間的路段區間，會在列車上配置來自西大寺列車區的車掌，負責列車後段的車廂巡視工作。但車門開閉的作業，仍然是由駕駛員負責操作。
在除夕至元旦間實施的徹夜運行方面，近年大多是以60分鐘的班距，往返於生駒車站 - 王寺車站之間。在2009年12月31日至2010年1月1日的徹夜運行期間，因2010年是「寅年」，預計前往信貴山朝護孫子寺的元旦參拜旅客會比往年多，因此發車的班數也比過去增加了10班往返。

## 歷史
- 1922年（大正11年）5月16日：信貴生駒電氣鐵道 王寺車站 - 山下車站（現信貴山下車站）區間，鋼索線山下車站 - 信貴山車站區間開業。
- 1925年（大正14年）11月6日：將信貴生駒電氣鐵道路線全線讓渡給信貴生駒電鐵。
- 1926年（大正15年）10月21日：信貴生駒電鐵 山下車站 - 元山上口車站區間開業。
- 1926年（大正15年）11月1日：龍田川車站開業。當時是臨時車站。
- 1926年（昭和元年）12月28日：信貴生駒電鐵 元山上口車站 - 臨時新生駒車站區間開業。
- 1927年（昭和2年）
  - 4月1日：信貴生駒電鐵 臨時新生駒車站 - 生駒車站[2][3]區間開業。臨時新生駒車站廢止。菜畑車站開業。
- 9月21日：茸山車站開業。當時是臨時車站。
- 1930年（昭和5年）12月19日：龍田川車站改為常設車站。
- 1951年（昭和26年）
  - 9月10日：山下車站改名為信貴山口車站，茸山車站改為常設車站，改名為東山車站。
  - 11月20日：勢野北口車站開業。
- 1956年（昭和31年）
  - 9月10日：信貴山口車站改名為信貴山下車站。
  - 12月13日：生駒線的生駒車站和奈良線的車站統合[2]。
- 1964年（昭和39年）10月1日：近畿日本鐵道合併信貴生駒電鐵。改為生駒線、東信貴鋼索線。
- 1969年（昭和44年）
  - 9月21日：架線電壓自600V升為1500V。
  - 11月7日：開始使用自動列車停止装置 (ATS) 。
- 1977年（昭和52年）7月31日：菜畑車站 - 南生駒車站區間複線化。
- 1980年（昭和55年）4月23日：萩至台車站開業。
- 1983年（昭和58年）9月1日：東信貴鋼索線 信貴山下車站 - 信貴山車站區間廢止。
- 1992年（平成4年）12月13日：菜畑附近高架化。
- 1993年（平成5年）
  - 1月29日：元山上口車站 - 萩之台車站間進行線路移設，縮短了0.2km。搬遷東山車站。
  - 3月17日：東山車站 - 萩之台車站區間複線化。
- 1994年（平成6年）2月10日：菜畑車站 - 生駒車站區間複線化。
- 2001年（平成13年）
  - 2月1日：各車站開始接受關西周遊卡對應的交通卡。
  - 3月22日：白天的部份列車改為3輛編組。
  - 10月14日：各車站開始接受J Thru卡。
- 2003年（平成15年）3月6日：全部列車再次改為4輛編組。
- 2004年（平成16年）3月18日：開始實施一人控制的駕駛方式。
- 2007年（平成19年）4月1日：各車站開始接受PiTaPa、ICOCA等儲值票卡。

## 車站列表
- 以運行系統上的下行方向記述。根據《鐵道要覽（日语：鉄道要覧）》起點是王寺站。
- 所有車站都位於奈良縣。
- 軌道 … ∥：複線路段，◇：單線路段（可進行列車交會），｜：單線路段（不可進行列車交會），∨：此起往下為單線，∧：此起往下為複線，▽：此起往上是複線、往下是單線與只限生駒發着列車可交會
- 所有車站都位於奈良縣。

| 車站編號 | 中文站名 | 日文站名 | 英文站名 | 站間距離 | 營業距離 | 接續路線                                                                                | 軌道 | 所在地   | 所在地 |
| -------- | -------- | -------- | -------- | -------- | -------- | --------------------------------------------------------------------------------------- | ---- | -------- | ------ |
| G17      | 生駒     |          |          | -        | 0.0      | 近畿日本鐵道： 奈良線（A17）、 京阪奈線（C27）、 生駒鋼索線 …鳥居前（Y17）              | ∥    | 生駒市   | 生駒市 |
| G18      | 菜畑     |          |          | 1.2      | 1.2      |                                                                                         | ∥    | 生駒市   | 生駒市 |
| G19      | 一分     |          |          | 1.1      | 2.3      |                                                                                         | ∥    | 生駒市   | 生駒市 |
| G20      | 南生駒   |          |          | 1.2      | 3.5      |                                                                                         | ∨    | 生駒市   | 生駒市 |
| G21      | 萩之台   |          |          | 1.0      | 4.5      |                                                                                         | ∧    | 生駒市   | 生駒市 |
| G22      | 東山     |          |          | 0.9      | 5.4      |                                                                                         | ▽    | 生駒市   | 生駒市 |
| G23      | 元山上口 |          |          | 1.3      | 6.7      |                                                                                         | ｜   | 生駒郡   | 平群町 |
| G24      | 平群     |          |          | 1.2      | 7.9      |                                                                                         | ◇    | 生駒郡   | 平群町 |
| G25      | 龍田川   |          |          | 1.4      | 9.3      |                                                                                         | ｜   | 生駒郡   | 平群町 |
| G26      | 勢野北口 |          |          | 1.4      | 10.7     |                                                                                         | ｜   | 生駒郡   | 三鄉町 |
| G27      | 信貴山下 |          |          | 0.8      | 11.5     |                                                                                         | ◇    | 生駒郡   | 三鄉町 |
| G28      | 王寺     |          |          | 0.9      | 12.4     | 近畿日本鐵道： 田原本線（I43） …新王寺 西日本旅客鐵道： 關西本線（大和路線）、 和歌山線 | ◇    | 北葛城郡 | 王寺町 |